# آردش
آردش (به فرانسوی: Ardèche) هفتمین شهرستان فرانسه است.
شهرستان آردش در جنوب این کشور قرار دارد.
این شهرستان زیرمجموعه ناحیه رون-آلپ می‌باشد .
مساحت این شهرستان ۵٬۵۲۹ کیلومتر مربع و جمعیت آن ۳۰۹٬۴۵۶ نفر است. 